# Palmemår
Palmemåren (Nandinia binotata) er et lille pattedyr, der hører til de kattelignende rovdyr. Den er eneste nulevende medlem af familien Nandiniidae, men har tidligere været grupperet sammen med desmerdyr. Nyere morfologiske og molekylærgenetiske analyser peger imidlertid på at palmemårens forfædre udspaltede fra de øvrige kattelignende rovdyr for omkring 44.5 millioner år siden. Palmemåren er slank, med korte ben, små ører og en lang stribet hale. Pelsen er grålig til mørkebrun med sorte pletter på ryggen. Dyrene er mellem 35 og 63 cm lange, med en 34-70 cm lang hale og vejer mellem 1.2 og 3 kg. Hannerne er en anelse større end hunnerne.
Den har to sæt duftkirtler, et par på undersiden af bagkroppen og mellem den tredje og fjerde tå. Disse duftkirtler udskiller et stærkt lugtende sekret, der anvendes til at markere territorier og i forbindelse med parring. 

## Udbredelse
Palmemåren er udbredt over det meste af Afrika syd for Sahara, fra Guinea til Sydsudan, sydpå til Angola og ind i det østlige Zimbabwe. Den forekommer i mange forskellige skovtyper op til en højde på ca. 2.500 meter over havet.
Palmemåren er nataktiv og tilbringer stort set hele livet i trækronerne. Hunnen er drægtig i 2-3 måneder og føder op til 4 unger i slutningen af regntiden eller begyndelsen af tørtiden, mellem september og januar. Så længe hunnen dier ungerne udskiller hendes mælkekirtler et orangegult sekret, der misfarver hendes underside og ungernes pels. Formålet er formentlig at signalere til hanner at hun ikke er tilgængelig. 
Palmemår efterstræbes som bushmeat og deres levesteder trues af skovhugst, minedrift og omlægning af naturlig skov til oliepalmeplantager. 